# Metamulciber lineatus
Metamulciber lineatus är en skalbaggsart som först beskrevs av Aurivillius 1920.  Metamulciber lineatus ingår i släktet Metamulciber och familjen långhorningar. Inga underarter finns listade i Catalogue of Life.